# 笹本一雄
笹本 一雄（ささもと かずお、1898年（明治31年）6月20日 - 1964年（昭和39年）6月11日）は、昭和期の実業家、政治家。衆議院議員。

## 経歴
群馬県新田郡太田町（現太田市）で、警視庁職員・笹本一郎、うらの四男として生まれる。群馬県立館林中学校（現群馬県立館林高等学校）を経て明治大学法科で学んだ。
内閣調査事務嘱託、軍需省嘱託、商工省事務嘱託などを歴任。その後、朝鮮総督府顧問に就任。帰国して、商工省総務局嘱託、帝国信報社経済部記者となり、東洋電線取締役、東亜窯業取締役などを務めた。また、中小企業経営者を対象として大政翼賛会により組織された新産業連盟の会長に就任した。
戦後、大陸引揚者の雇用のため東洋海運倉庫を組織して社長に就任。1947年（昭和22年）4月の第23回衆議院議員総選挙に立候補を計画したが、公職追放により断念した。
追放解除後、1952年（昭和27年）10月の第25回衆議院議員総選挙で群馬県第2区から無所属で出馬して落選。1953年（昭和28年）4月の第26回総選挙で初当選した。その後、第27回総選挙で再選されたが、第28回総選挙では次点で落選。1960年（昭和35年）11月の第29回総選挙で再選され、衆議院議員に通算3期在任した。この間、日本航空工業会顧問、第2次池田内閣・防衛政務次官、日本民主党政調会貿易部長、同遊説局長、自由民主党産業組織局商工部長などを務めた。その後、第30回総選挙に立候補したが次点で落選した。